# Владиславово
Владиславово (пољ. Władysławowo) град је у Пољској у Војводству поморском. По подацима из 2012. године број становника у месту је био 15 382.
.

## Становништво
| 2012.  |
| ------ |
| 15 382 |

## Партнерски градови
- Ламштет
- Скалеа